# Gran Premio di superbike di Donington 2022
Il Gran Premio di superbike di Donington 2022 è stato la quinta prova del mondiale superbike del 2022. Nello stesso fine settimana si è corsa anche la quinta prova del campionato mondiale Supersport.
Le tre gare valide per il mondiale Superbike sono state vinte da Toprak Razgatlıoğlu, mentre le gare del mondiale Supersport sono state vinte entrambe da Dominique Aegerter.

## Superbike gara 1

### Arrivati al traguardo
| Pos. | Nº | Pilota                | Squadra                   | Motocicletta        | Giri | Tempo     | Griglia | Punti |
| ---- | -- | --------------------- | ------------------------- | ------------------- | ---- | --------- | ------- | ----- |
| 1º   | 1  | Toprak Razgatlıoğlu   | Pata Yamaha with Brixx    | Yamaha YZF R1       | 23   | 33'46.954 | 3º      | 25    |
| 2º   | 65 | Jonathan Rea          | Kawasaki Racing           | Kawasaki ZX-10RR    | 23   | +6.397    | 1º      | 20    |
| 3º   | 22 | Alex Lowes            | Kawasaki Racing           | Kawasaki ZX-10RR    | 23   | +9.499    | 2º      | 16    |
| 4º   | 45 | Scott Redding         | BMW Motorrad              | BMW M1000RR         | 23   | +11.515   | 4º      | 13    |
| 5º   | 47 | Axel Bassani          | Motocorsa Racing          | Ducati Panigale V4R | 23   | +12.820   | 10º     | 11    |
| 6º   | 21 | Michael Ruben Rinaldi | Aruba.it Racing - Ducati  | Ducati Panigale V4R | 23   | +14.482   | 6º      | 10    |
| 7º   | 31 | Garrett Gerloff       | GYTR GRT Yamaha           | Yamaha YZF R1       | 23   | +17.127   | 8º      | 9     |
| 8º   | 7  | Iker Lecuona          | Team HRC                  | Honda CBR1000 RR-R  | 23   | +17.438   | 7º      | 8     |
| 9º   | 76 | Loris Baz             | Bonovo Action BMW         | BMW M1000RR         | 23   | +24.903   | 13º     | 7     |
| 10º  | 55 | Andrea Locatelli      | Pata Yamaha with Brixx    | Yamaha YZF R1       | 23   | +28.498   | 9º      | 6     |
| 11º  | 5  | Philipp Öttl          | Team Goeleven             | Ducati Panigale V4R | 23   | +31.467   | 14º     | 5     |
| 12º  | 44 | Lucas Mahias          | Kawasaki Puccetti Racing  | Kawasaki ZX-10RR    | 23   | +33.514   | 11º     | 4     |
| 13º  | 97 | Xavi Vierge           | Team HRC                  | Honda CBR1000 RR-R  | 23   | +33.647   | 16º     | 3     |
| 14º  | 95 | Tarran Mackenzie      | McAMS Yamaha              | Yamaha YZF R1       | 23   | +34.870   | 12º     | 2     |
| 15º  | 91 | Leon Haslam           | TPR Team Pedercini Racing | Kawasaki ZX-10RR    | 23   | +44.961   | 15º     | 1     |
| 16º  | 37 | Ilya Mikhalchik       | BMW Motorrad              | BMW M1000RR         | 23   | +45.205   | 18º     |       |
| 17º  | 35 | Hafizh Syahrin        | MIE Racing Honda          | Honda CBR1000 RR-R  | 23   | +52.808   | 21º     |       |
| 18º  | 29 | Luca Bernardi         | Barni Spark Racing        | Ducati Panigale V4R | 23   | +53.315   | 26º     |       |
| 19º  | 3  | Kōta Nozane           | GYTR GRT Yamaha           | Yamaha YZF R1       | 23   | +54.779   | 23º     |       |
| 20º  | 50 | Eugene Laverty        | Bonovo Action BMW         | BMW M1000RR         | 23   | +55.987   | 20º     |       |
| 21º  | 2  | Roberto Tamburini     | Yamaha Motoxracing        | Yamaha YZF R1       | 23   | +56.072   | 19º     |       |
| 22º  | 10 | Peter Hickman         | FHO Racing                | BMW M1000RR         | 23   | +1'00.554 | 22º     |       |
| 23º  | 52 | Oliver König          | Orelac Racing Verdnatura  | Kawasaki ZX-10RR    | 23   | +1'07.239 | 25º     |       |

### Ritirati
| Nº | Pilota             | Squadra                  | Motocicletta        | Giri | Griglia |
| -- | ------------------ | ------------------------ | ------------------- | ---- | ------- |
| 19 | Álvaro Bautista    | Aruba.it Racing - Ducati | Ducati Panigale V4R | 16   | 5º      |
| 23 | Christophe Ponsson | Gil Motor Sport-Yamaha   | Yamaha YZF R1       | 13   | 24º     |
| 36 | Leandro Mercado    | MIE Racing Honda         | Honda CBR1000 RR-R  | 6    | 17º     |

## Superbike gara Superpole

### Arrivati al traguardo
| Pos. | Nº | Pilota                | Squadra                   | Motocicletta        | Giri | Tempo     | Griglia | Punti |
| ---- | -- | --------------------- | ------------------------- | ------------------- | ---- | --------- | ------- | ----- |
| 1º   | 1  | Toprak Razgatlıoğlu   | Pata Yamaha with Brixx    | Yamaha YZF R1       | 10   | 14'35.464 | 3º      | 12    |
| 2º   | 65 | Jonathan Rea          | Kawasaki Racing           | Kawasaki ZX-10RR    | 10   | +1.089    | 1º      | 9     |
| 3º   | 45 | Scott Redding         | BMW Motorrad              | BMW M1000RR         | 10   | +3.889    | 4º      | 7     |
| 4º   | 19 | Álvaro Bautista       | Aruba.it Racing - Ducati  | Ducati Panigale V4R | 10   | +4.970    | 5º      | 6     |
| 5º   | 22 | Alex Lowes            | Kawasaki Racing           | Kawasaki ZX-10RR    | 10   | +5.244    | 2º      | 5     |
| 6º   | 21 | Michael Ruben Rinaldi | Aruba.it Racing - Ducati  | Ducati Panigale V4R | 10   | +6.282    | 6º      | 4     |
| 7º   | 7  | Iker Lecuona          | Team HRC                  | Honda CBR1000 RR-R  | 10   | +8.665    | 7º      | 3     |
| 8º   | 55 | Andrea Locatelli      | Pata Yamaha with Brixx    | Yamaha YZF R1       | 10   | +10.445   | 9º      | 2     |
| 9º   | 76 | Loris Baz             | Bonovo Action BMW         | BMW M1000RR         | 10   | +10.802   | 14º     | 1     |
| 10º  | 31 | Garrett Gerloff       | GYTR GRT Yamaha           | Yamaha YZF R1       | 10   | +12.491   | 8º      |       |
| 11º  | 5  | Philipp Öttl          | Team Goeleven             | Ducati Panigale V4R | 10   | +12.558   | 11º     |       |
| 12º  | 47 | Axel Bassani          | Motocorsa Racing          | Ducati Panigale V4R | 10   | +18.053   | 10º     |       |
| 13º  | 91 | Leon Haslam           | TPR Team Pedercini Racing | Kawasaki ZX-10RR    | 10   | +21.933   | 15º     |       |
| 14º  | 44 | Lucas Mahias          | Kawasaki Puccetti Racing  | Kawasaki ZX-10RR    | 10   | +24.090   | 12º     |       |
| 15º  | 97 | Xavi Vierge           | Team HRC                  | Honda CBR1000 RR-R  | 10   | +24.540   | 16º     |       |
| 16º  | 10 | Peter Hickman         | FHO Racing                | BMW M1000RR         | 10   | +26.834   | 22º     |       |
| 17º  | 3  | Kōta Nozane           | GYTR GRT Yamaha           | Yamaha YZF R1       | 10   | +27.400   | 23º     |       |
| 18º  | 37 | Ilya Mikhalchik       | BMW Motorrad              | BMW M1000RR         | 10   | +27.958   | 18º     |       |
| 19º  | 35 | Hafizh Syahrin        | MIE Racing Honda          | Honda CBR1000 RR-R  | 10   | +29.595   | 21º     |       |
| 20º  | 36 | Leandro Mercado       | MIE Racing Honda          | Honda CBR1000 RR-R  | 10   | +29.653   | 17º     |       |
| 21º  | 2  | Roberto Tamburini     | Yamaha Motoxracing        | Yamaha YZF R1       | 10   | +30.394   | 19º     |       |
| 22º  | 29 | Luca Bernardi         | Barni Spark Racing        | Ducati Panigale V4R | 10   | +30.658   | 25º     |       |
| 23º  | 50 | Eugene Laverty        | Bonovo Action BMW         | BMW M1000RR         | 10   | +30.681   | 20º     |       |
| 24º  | 52 | Oliver König          | Orelac Racing Verdnatura  | Kawasaki ZX-10RR    | 10   | +32.678   | 24º     |       |

### Ritirato
| Nº | Pilota           | Squadra      | Motocicletta  | Giri | Griglia |
| -- | ---------------- | ------------ | ------------- | ---- | ------- |
| 95 | Tarran Mackenzie | McAMS Yamaha | Yamaha YZF R1 | 4    | 13º     |

## Superbike gara 2

### Arrivati al traguardo
| Pos. | Nº | Pilota                | Squadra                  | Motocicletta        | Giri | Tempo     | Griglia | Punti |
| ---- | -- | --------------------- | ------------------------ | ------------------- | ---- | --------- | ------- | ----- |
| 1º   | 1  | Toprak Razgatlıoğlu   | Pata Yamaha with Brixx   | Yamaha YZF R1       | 23   | 33'48.407 | 1º      | 25    |
| 2º   | 19 | Álvaro Bautista       | Aruba.it Racing - Ducati | Ducati Panigale V4R | 23   | +1.102    | 4º      | 20    |
| 3º   | 65 | Jonathan Rea          | Kawasaki Racing          | Kawasaki ZX-10RR    | 23   | +2.615    | 2º      | 16    |
| 4º   | 21 | Michael Ruben Rinaldi | Aruba.it Racing - Ducati | Ducati Panigale V4R | 23   | +5.067    | 6º      | 13    |
| 5º   | 45 | Scott Redding         | BMW Motorrad             | BMW M1000RR         | 23   | +8.256    | 3º      | 11    |
| 6º   | 22 | Alex Lowes            | Kawasaki Racing          | Kawasaki ZX-10RR    | 23   | +10.114   | 5º      | 10    |
| 7º   | 47 | Axel Bassani          | Motocorsa Racing         | Ducati Panigale V4R | 23   | +13.422   | 11º     | 9     |
| 8º   | 55 | Andrea Locatelli      | Pata Yamaha with Brixx   | Yamaha YZF R1       | 23   | +15.514   | 8º      | 8     |
| 9º   | 76 | Loris Baz             | Bonovo Action BMW        | BMW M1000RR         | 23   | +23.119   | 9º      | 7     |
| 10º  | 7  | Iker Lecuona          | Team HRC                 | Honda CBR1000 RR-R  | 23   | +23.512   | 7º      | 6     |
| 11º  | 31 | Garrett Gerloff       | GYTR GRT Yamaha          | Yamaha YZF R1       | 23   | +23.596   | 10º     | 5     |
| 12º  | 5  | Philipp Öttl          | Team Goeleven            | Ducati Panigale V4R | 23   | +24.142   | 12º     | 4     |
| 13º  | 97 | Xavi Vierge           | Team HRC                 | Honda CBR1000 RR-R  | 23   | +24.896   | 15º     | 3     |
| 14º  | 44 | Lucas Mahias          | Kawasaki Puccetti Racing | Kawasaki ZX-10RR    | 23   | +32.872   | 13º     | 2     |
| 15º  | 95 | Tarran Mackenzie      | McAMS Yamaha             | Yamaha YZF R1       | 23   | +33.356   | 19º     | 1     |
| 16º  | 29 | Luca Bernardi         | Barni Spark Racing       | Ducati Panigale V4R | 23   | +44.719   | 25º     |       |
| 17º  | 36 | Leandro Mercado       | MIE Racing Honda         | Honda CBR1000 RR-R  | 23   | +51.052   | 16º     |       |
| 18º  | 3  | Kōta Nozane           | GYTR GRT Yamaha          | Yamaha YZF R1       | 23   | +52.320   | 23º     |       |
| 19º  | 10 | Peter Hickman         | FHO Racing               | BMW M1000RR         | 23   | +52.457   | 22º     |       |
| 20º  | 35 | Hafizh Syahrin        | MIE Racing Honda         | Honda CBR1000 RR-R  | 23   | +57.785   | 21º     |       |
| 21º  | 2  | Roberto Tamburini     | Yamaha Motoxracing       | Yamaha YZF R1       | 23   | +58.338   | 18º     |       |
| 22º  | 52 | Oliver König          | Orelac Racing Verdnatura | Kawasaki ZX-10RR    | 23   | +1'03.669 | 24º     |       |

### Ritirati
| Nº | Pilota          | Squadra                   | Motocicletta     | Giri | Griglia |
| -- | --------------- | ------------------------- | ---------------- | ---- | ------- |
| 50 | Eugene Laverty  | Bonovo Action BMW         | BMW M1000RR      | 19   | 20º     |
| 91 | Leon Haslam     | TPR Team Pedercini Racing | Kawasaki ZX-10RR | 7    | 14º     |
| 37 | Ilya Mikhalchik | BMW Motorrad              | BMW M1000RR      | 2    | 17º     |

## Supersport gara 1

### Arrivati al traguardo
| Pos. | Nº | Pilota              | Squadra                    | Motocicletta             | Giri | Tempo     | Griglia | Punti |
| ---- | -- | ------------------- | -------------------------- | ------------------------ | ---- | --------- | ------- | ----- |
| 1º   | 77 | Dominique Aegerter  | Ten Kate Racing Yamaha     | Yamaha YZF R6            | 12   | 18'18.408 | 1º      | 25    |
| 2º   | 7  | Lorenzo Baldassarri | Evan Bros. Yamaha          | Yamaha YZF R6            | 12   | +0.413    | 7º      | 20    |
| 3º   | 3  | Raffaele De Rosa    | Orelac Racing Verdnatura   | Ducati Panigale V2       | 12   | +6.803    | 11º     | 16    |
| 4º   | 55 | Yari Montella       | Kawasaki Puccetti Racing   | Kawasaki ZX-6R           | 12   | +6.963    | 8º      | 13    |
| 5º   | 61 | Can Öncü            | Kawasaki Puccetti Racing   | Kawasaki ZX-6R           | 12   | +13.442   | 4º      | 11    |
| 6º   | 62 | Stefano Manzi       | Dynavolt Triumph           | Triumph Street Triple RS | 12   | +15.706   | 18º     | 10    |
| 7º   | 38 | Hannes Soomer       | Dynavolt Triumph           | Triumph Street Triple RS | 12   | +16.925   | 9º      | 9     |
| 8º   | 94 | Andy Verdoïa        | GMT94 Yamaha               | Yamaha YZF R6            | 12   | +17.998   | 12º     | 8     |
| 9º   | 9  | Simon Jespersen     | CM Racing                  | Ducati Panigale V2       | 12   | +18.334   | 24º     | 7     |
| 10º  | 25 | Marcel Brenner      | VFT Racing                 | Yamaha YZF R6            | 12   | +19.208   | 10º     | 6     |
| 11º  | 32 | Oliver Bayliss      | Barni Spark Racing         | Ducati Panigale V2       | 12   | +19.406   | 20º     | 5     |
| 12º  | 27 | Mattia Casadei      | MV Agusta Reparto Corse    | MV Agusta F3 800 RR      | 12   | +20.410   | 21º     | 4     |
| 13º  | 24 | Leonardo Taccini    | Ten Kate Racing Yamaha     | Yamaha YZF R6            | 12   | +20.777   | 27º     | 3     |
| 14º  | 17 | Kyle Smith          | VFT Racing                 | Yamaha YZF R6            | 12   | +22.585   | 19º     | 2     |
| 15º  | 54 | Bahattin Sofuoğlu   | MV Agusta Reparto Corse    | MV Agusta F3 800 RR      | 12   | +28.780   | 13º     | 1     |
| 16º  | 69 | Tom Booth-Amos      | Prodina Racing             | Kawasaki ZX-6R           | 12   | +29.323   | 17º     |       |
| 17º  | 50 | Ondřej Vostatek     | MS Racing Yamaha           | Yamaha YZF R6            | 12   | +29.643   | 22º     |       |
| 18º  | 99 | Adrián Huertas      | MTM Kawasaki               | Kawasaki ZX-6R           | 12   | +32.049   | 16º     |       |
| 19º  | 73 | Maximilian Kofler   | CM Racing                  | Ducati Panigale V2       | 12   | +32.088   | 29º     |       |
| 20º  | 23 | Isaac Viñales       | D34G Racing                | Ducati Panigale V2       | 12   | +32.355   | 23º     |       |
| 21º  | 6  | Jeffrey Buis        | Motozoo Racing by Puccetti | Kawasaki ZX-6R           | 12   | +37.775   | 30º     |       |
| 22º  | 22 | Federico Fuligni    | D34G Racing                | Ducati Panigale V2       | 12   | +37.939   | 28º     |       |
| 23º  | 36 | Sander Kroeze       | Kallio Racing              | Yamaha YZF R6            | 12   | +43.731   | 31º     |       |

### Ritirati
| Nº | Pilota              | Squadra                       | Motocicletta       | Giri | Griglia |
| -- | ------------------- | ----------------------------- | ------------------ | ---- | ------- |
| 28 | Glenn van Straalen  | EAB Racing                    | Yamaha YZF R6      | 11   | 3º      |
| 21 | Benjamin Currie     | Motozoo Racing by Puccetti    | Kawasaki ZX-6R     | 10   | 26º     |
| 64 | Federico Caricasulo | Althea Racing                 | Ducati Panigale V2 | 7    | 5º      |
| 16 | Jules Cluzel        | GMT94 Yamaha                  | Yamaha YZF R6      | 4    | 6º      |
| 11 | Nicolò Bulega       | Aruba.it Racing               | Ducati Panigale V2 | 1    | 2º      |
| 10 | Unai Orradre        | MS Racing Yamaha              | Yamaha YZF R6      | 0    | 15º     |
| 56 | Péter Sebestyén     | Evan Bros. Yamaha             | Yamaha YZF R6      | 0    | 14º     |
| 4  | Harry Truelove      | ColinAppleyard/Macadam-Yamaha | Yamaha YZF R6      | 0    | 25º     |

## Supersport gara 2

### Arrivati al traguardo
| Pos. | Nº | Pilota              | Squadra                    | Motocicletta             | Giri | Tempo     | Griglia | Punti |
| ---- | -- | ------------------- | -------------------------- | ------------------------ | ---- | --------- | ------- | ----- |
| 1º   | 77 | Dominique Aegerter  | Ten Kate Racing Yamaha     | Yamaha YZF R6            | 19   | 28'57.352 | 1º      | 25    |
| 2º   | 7  | Lorenzo Baldassarri | Evan Bros. Yamaha          | Yamaha YZF R6            | 19   | +1.063    | 6º      | 20    |
| 3º   | 11 | Nicolò Bulega       | Aruba.it Racing            | Ducati Panigale V2       | 19   | +3.719    | 2º      | 16    |
| 4º   | 64 | Federico Caricasulo | Althea Racing              | Ducati Panigale V2       | 19   | +6.100    | 5º      | 13    |
| 5º   | 62 | Stefano Manzi       | Dynavolt Triumph           | Triumph Street Triple RS | 19   | +8.686    | 17º     | 11    |
| 6º   | 3  | Raffaele De Rosa    | Orelac Racing Verdnatura   | Ducati Panigale V2       | 19   | +9.135    | 10º     | 10    |
| 7º   | 99 | Adrián Huertas      | MTM Kawasaki               | Kawasaki ZX-6R           | 19   | +17.527   | 15º     | 9     |
| 8º   | 61 | Can Öncü            | Kawasaki Puccetti Racing   | Kawasaki ZX-6R           | 19   | +17.590   | 4º      | 8     |
| 9º   | 94 | Andy Verdoïa        | GMT94 Yamaha               | Yamaha YZF R6            | 19   | +17.751   | 11º     | 7     |
| 10º  | 9  | Simon Jespersen     | CM Racing                  | Ducati Panigale V2       | 19   | +17.872   | 23º     | 6     |
| 11º  | 27 | Mattia Casadei      | MV Agusta Reparto Corse    | MV Agusta F3 800 RR      | 19   | +18.700   | 20º     | 5     |
| 12º  | 10 | Unai Orradre        | MS Racing Yamaha           | Yamaha YZF R6            | 19   | +21.639   | 14º     | 4     |
| 13º  | 32 | Oliver Bayliss      | Barni Spark Racing         | Ducati Panigale V2       | 19   | +25.790   | 19º     | 3     |
| 14º  | 23 | Isaac Viñales       | D34G Racing                | Ducati Panigale V2       | 19   | +31.791   | 22º     | 2     |
| 15º  | 24 | Leonardo Taccini    | Ten Kate Racing Yamaha     | Yamaha YZF R6            | 19   | +32.923   | 26º     | 1     |
| 16º  | 56 | Péter Sebestyén     | Evan Bros. Yamaha          | Yamaha YZF R6            | 19   | +33.651   | 13º     |       |
| 17º  | 69 | Tom Booth-Amos      | Prodina Racing             | Kawasaki ZX-6R           | 19   | +35.274   | 16º     |       |
| 18º  | 50 | Ondřej Vostatek     | MS Racing Yamaha           | Yamaha YZF R6            | 19   | +37.966   | 21º     |       |
| 19º  | 21 | Benjamin Currie     | Motozoo Racing by Puccetti | Kawasaki ZX-6R           | 19   | +48.655   | 25º     |       |
| 20º  | 6  | Jeffrey Buis        | Motozoo Racing by Puccetti | Kawasaki ZX-6R           | 19   | +53.879   | 29º     |       |
| 21º  | 22 | Federico Fuligni    | D34G Racing                | Ducati Panigale V2       | 19   | +56.575   | 27º     |       |

### Ritirati
| Nº | Pilota             | Squadra                       | Motocicletta             | Giri | Griglia |
| -- | ------------------ | ----------------------------- | ------------------------ | ---- | ------- |
| 17 | Kyle Smith         | VFT Racing                    | Yamaha YZF R6            | 9    | 18º     |
| 38 | Hannes Soomer      | Dynavolt Triumph              | Triumph Street Triple RS | 9    | 8º      |
| 25 | Marcel Brenner     | VFT Racing                    | Yamaha YZF R6            | 8    | 9º      |
| 36 | Sander Kroeze      | Kallio Racing                 | Yamaha YZF R6            | 5    | 30º     |
| 4  | Harry Truelove     | ColinAppleyard/Macadam-Yamaha | Yamaha YZF R6            | 4    | 24º     |
| 73 | Maximilian Kofler  | CM Racing                     | Ducati Panigale V2       | 4    | 28º     |
| 28 | Glenn van Straalen | EAB Racing                    | Yamaha YZF R6            | 2    | 3º      |
| 54 | Bahattin Sofuoğlu  | MV Agusta Reparto Corse       | MV Agusta F3 800 RR      | 1    | 12º     |
| 55 | Yari Montella      | Kawasaki Puccetti Racing      | Kawasaki ZX-6R           | 0    | 7º      |